# Manduca brontes
Manduca brontes är en fjärilsart som beskrevs av Dru Drury 1773. Manduca brontes ingår i släktet Manduca och familjen svärmare. Inga underarter finns listade i Catalogue of Life.

## Bildgalleri

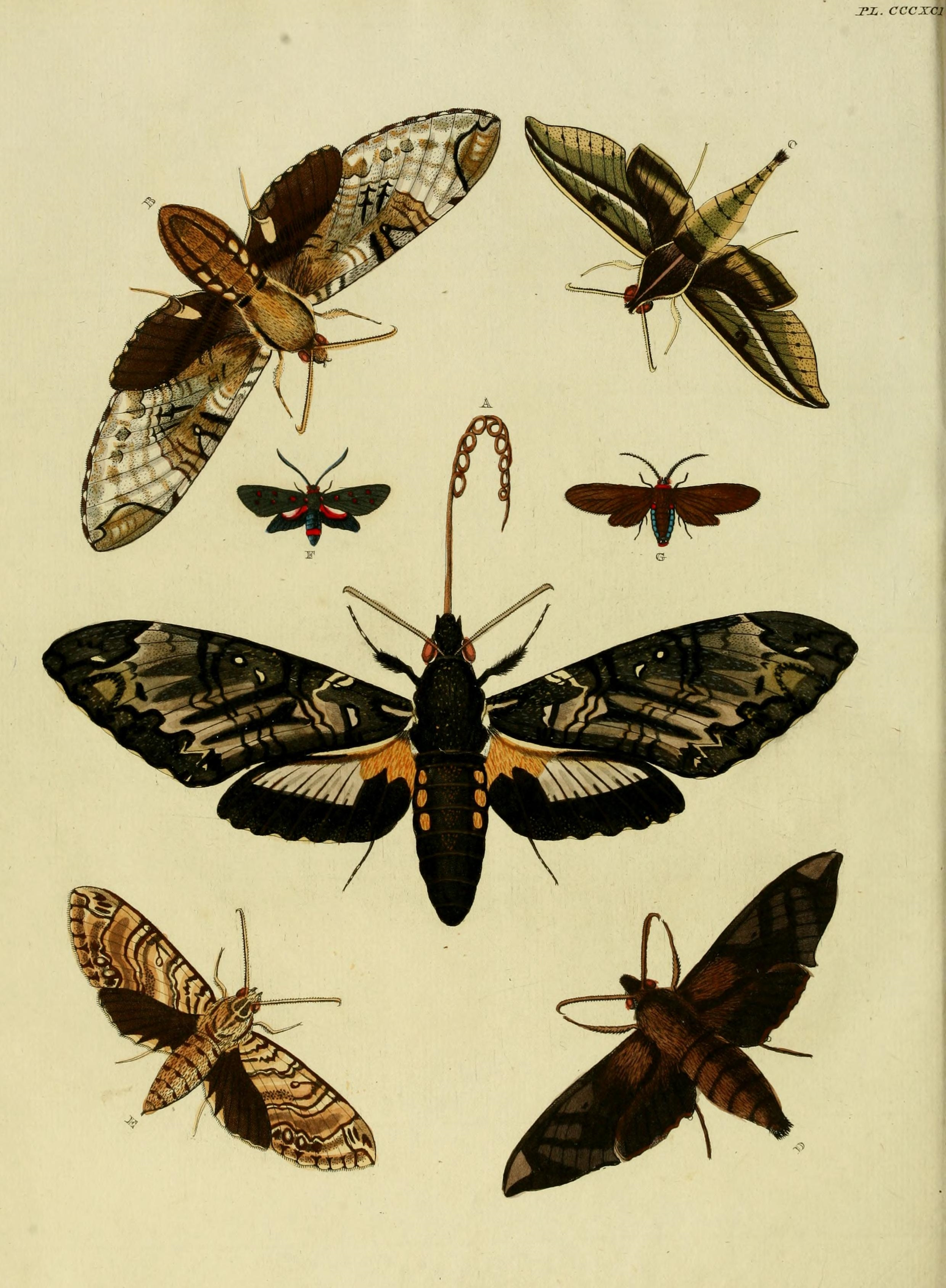